# Jane Johnson
Jane Johnson (vicino a Washington, 1814 o 1827 circa – Boston, 2 agosto 1872) era una schiava afroamericana che ottenne la libertà il 18 luglio 1855, con i suoi due giovani figli mentre si trovava a Filadelfia con il suo schiavista e la sua famiglia. Fu aiutata da William Still e Passmore Williamson, abolizionisti della Pennsylvania Anti-Slavery Society e dal suo Comitato di vigilanza.

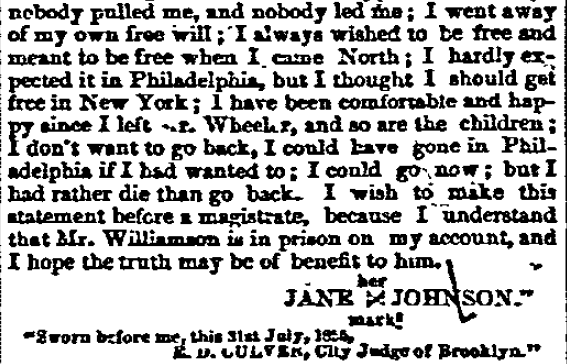
La testimonianza di Jane Johnson nel Tribunale di New York

Questo portò a casi legali precedenti nella Pennsylvania del XIX secolo, quando un giudice federale applicò la legge sugli schiavi fuggitivi del 1850 (Fugitive Slave Act of 1850), in modo controverso. Condannò l'abolizionista Passmore Williamson a 90 giorni per oltraggio alla corte per non aver presentato la Johnson e i suoi figli in base a un mandato di habeas corpus o per non aver comunicato la loro posizione. L'incarcerazione attirò una pubblicità ancora più ampia e una discussione diffusa sulle questioni relative alle leggi statali e federali in materia di schiavitù. La Pennsylvania era da tempo uno Stato libero e riteneva che i proprietari di schiavi avrebbero dovuto rinunciare ai loro diritti di proprietà sugli schiavi se li avessero portati volontariamente in quello Stato.
La Johnson tornò a Filadelfia da New York nell'agosto del 1855 e testimoniò nel processo contro William Still e cinque lavoratori portuali, accusati di aggressione dal suo padrone John Hill Wheeler. Essi avevano favorito la sua fuga. Testimoniò diffusamente di aver progettato di ottenere la libertà nel Nord e disse che aveva scelto di sua spontanea volontà di partire con Still e che non sarebbe mai tornata in schiavitù. Contribuì all'assoluzione di Still e di tre uomini e alla riduzione della pena per altri due. I funzionari statali e locali la protessero dopo la testimonianza e lei e i suoi figli si trasferirono presto a Boston, dove si stabilirono. Lì si sposò di nuovo. Suo figlio Isaiah Johnson prestò servizio nelle United States Colored Troops durante la Guerra civile americana.

## Primi anni di vita
Si ritiene che la Johnson sia nata in schiavitù con il nome di Jane Williams a Washington o nelle vicinanze. I suoi genitori erano John Williams e Jane Williams. Poco altro si sa della sua prima vita. Sposò un uomo di nome Johnson dal quale ebbe dei figli.

## Schiava domestica
Intorno al 1853 la Johnson e i suoi due figli furono venduti a John Hill Wheeler (1806-1882), un piantatore della Carolina del Nord e uomo politico che allora lavorava a Washington. La donna lavorò come schiava domestica nella sua casa. Il figlio maggiore era stato venduto da un precedente schiavista a qualcuno a Richmond, in Virginia, e non si aspettava di rivederlo.
Nel 1855 la Johnson e i suoi figli Daniel e Isaiah (rispettivamente di 5 o 6 anni e di 11 o 12 anni) accompagnarono il loro padrone Wheeler e la sua famiglia in treno da Washington verso New York. Lì Wheeler aveva previsto che avrebbero preso una nave per il Nicaragua, dove era stato nominato ambasciatore degli Stati Uniti. Durante il viaggio si fermarono per una notte a Filadelfia. Da lì avrebbero proseguito con un battello a vapore fino a New York per prendere la nave per il Nicaragua.
La Pennsylvania era uno Stato libero che non riconosceva la schiavitù. Secondo le sue leggi, gli schiavi potevano scegliere la libertà se portati nello Stato dai loro schiavisti. Alla fine del XVIII secolo, la Pennsylvania era scesa a compromessi che consentivano ai membri del governo nazionale del Sud di tenere i loro schiavi in città per un massimo di sei mesi; oltre questo termine, essi potevano scegliere la libertà. A quel tempo, la capitale nazionale si trovava temporaneamente a Filadelfia.

## Choosing freedom

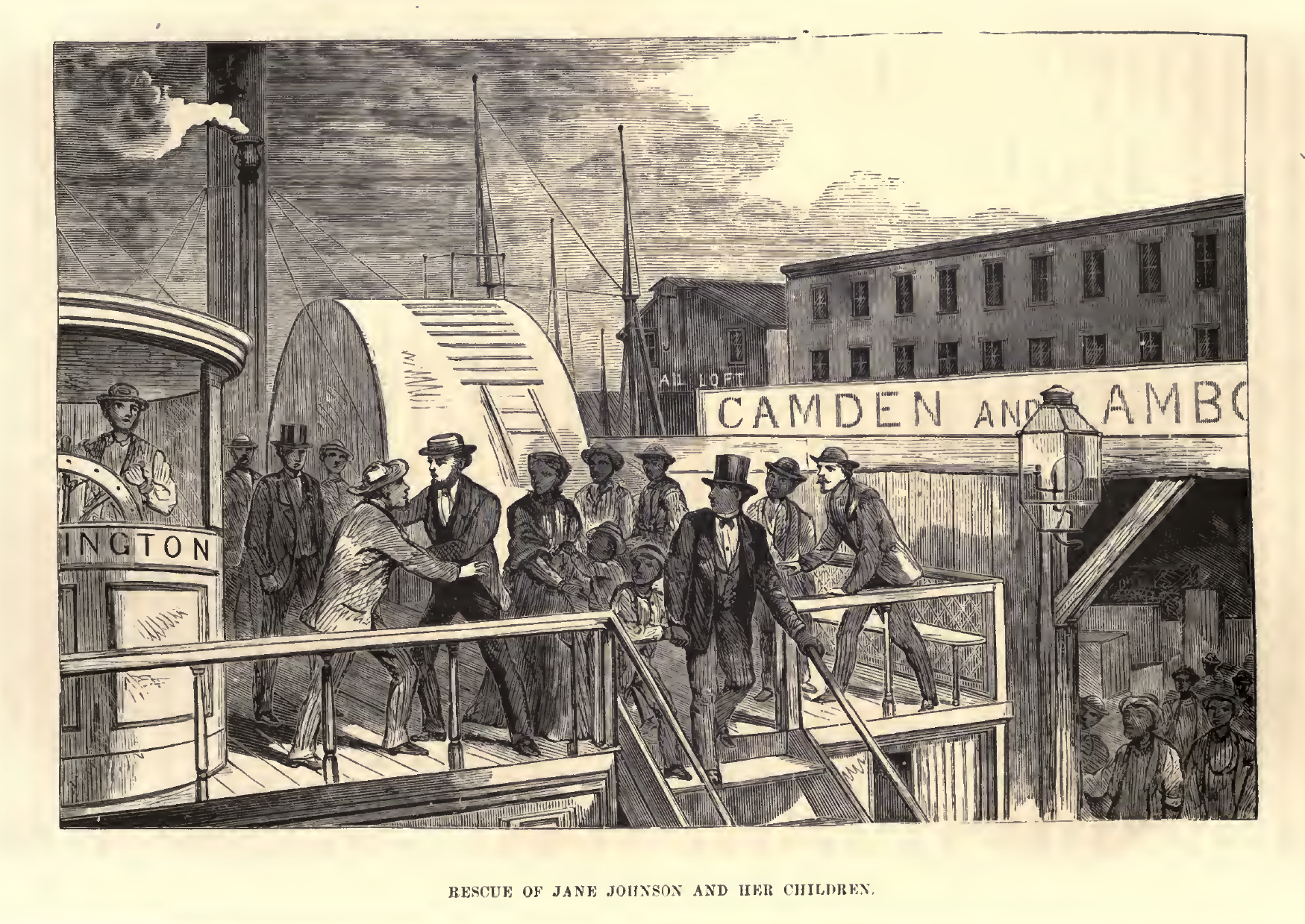
Jane Johnson emancipa se stessa e i suoi figli allontanandosi dal suo ex padrone, John Hill Wheeler, nella libera città di Filadelfia, in Pennsylvania

Il 18 luglio 1855 la Johnson comunicò a un portiere nero del Bloodgood's Hotel, dove Wheeler l'aveva rinchiusa con i suoi figli, che la donna voleva sfuggire alla custodia del suo negriero. Lo fece sapere a William Still, presidente del Comitato di Vigilanza della Pennsylvania Anti-Slavery Society, che aiutava gli schiavi fuggitivi. Più tardi quel giorno, mentre il gruppo Wheeler al completo si preparava a salire sul traghetto, Still e l'abolizionista Passmore Williamson, segretario della Società, raggiunsero il molo. Still disse alla Johnson che poteva scegliere la libertà secondo la legge della Pennsylvania. Mentre Wheeler discuteva, le offriva una promessa di libertà e cercava di impedire alla Johnson di andarsene, cinque portuali neri lo trattennero e Williamson le spiegò la legge statale. William Still scortò rapidamente Johnson e i suoi figli su una carrozza, portandoli poi segretamente a casa sua. Non disse mai a Williamson dove si trovavano, secondo i principi di compartimentazione utilizzati dal Comitato di vigilanza.
Questo atto divenne una delle prime sfide alla legge sugli schiavi fuggitivi del 1850, che imponeva ai cittadini e ai funzionari anche negli Stati liberi di aiutare i proprietari di schiavi a catturare gli schiavi fuggitivi. Ma la Johnson aveva scelto la libertà in Pennsylvania, il che era legale secondo le sue leggi; non aveva raggiunto lo Stato come fuggitiva dal Sud.
Williamson fu citato in giudizio dal giudice della Corte distrettuale degli Stati Uniti della Pennsylvania John K. Kane, a cui Wheeler si era appellato, in base a un mandato di habeas corpus per presentare la Johnson e i suoi figli. Kane aveva respinto come “immateriale e irrilevante” una dichiarazione giurata della Johnson che affermava di non essere stata rapita con la forza. Quando Williamson si rifiutò di dire dove era nascosta la Johnson, poiché non lo sapeva da quando Still l'aveva portata via, Kane lo accusò di oltraggio alla corte e lo condannò a 90 giorni di carcere. I due avevano avuto una storia di scontri su questioni di schiavitù.
Passmore Williamson fu tenuto in carcere tra il 27 luglio e il 3 novembre 1855. La sua condanna suscitò il movimento antischiavista, mantenendo i riflettori nazionali sulla questione, ed egli sostanzialmente “tenne banco”. Ricevette visite importanti dal movimento abolizionista, tra cui Frederick Douglass e Harriet Tubman, e centinaia di lettere, mentre il suo caso veniva trattato dai giornali di tutto il Paese.
Il 29 agosto 1855, William Still e i cinque portuali furono processati da un tribunale locale per sommossa e aggressione, secondo le accuse mosse da John Hill Wheeler. Jane Johnson tornò da New York, dove aveva soggiornato, e fece scalpore apparendo e testimoniando in tribunale durante il processo. Vi entrò velata per rimanere nascosta e fu accompagnata da diverse donne abolizioniste. Avevano anche organizzato la sua protezione da parte di funzionari locali e statali, che ritenevano che Kane fosse andato inopportunamente contro la legge statale in materia di schiavitù con le sue decisioni su Williamson.

La Johnson rilasciò una lunga dichiarazione in tribunale, testimoniando sui suoi piani per ottenere la libertà durante quel viaggio e ribaltando le affermazioni dell'avvocato di Wheeler. Disse:
... Sono partita [con Still] di mia spontanea volontà; ho sempre desiderato essere libera e intendevo esserlo quando sono venuta al Nord; non me l'aspettavo a Filadelfia, ma pensavo che sarei stata libera a New York; sono stata a mio agio e felice da quando ho lasciato Mr. Wheeler, e lo sono anche i bambini; non voglio tornare indietro...; preferirei morire piuttosto che tornare indietro. 
Grazie alla sua testimonianza, Still e tre dei portuali furono assolti. 
Due di loro, John Ballard e William Curtis, furono condannati per aggressione, multati di 10 dollari e imprigionati per una settimana. Un giornalista presente alla scena scrisse di loro: Ho appena visto quattro dei cinque uomini che hanno partecipato in modo così coraggioso al salvataggio. Hanno un aspetto molto rispettabile e, invece di essere rammaricati per ciò che hanno fatto, non vorrebbero altro che avere la possibilità di ripeterlo”.
Gli sceriffi federali inseguirono la Johnson, ma i funzionari statali e locali aiutarono lei e il suo gruppo. Erano determinati a resistere a ciò che vedevano come un'interferenza con l'integrità dei tribunali locali.
La Johnson e i suoi figli furono presto aiutati a raggiungere Boston, dove furono protetti dagli abolizionisti del nord, tra cui Lucretia Mott. Continuarono a vivere liberi, stabilendosi a Boston. La Johnson sposò Lawrence Woodford poco dopo il suo arrivo lì; rimase vedova nel 1861. Si sposò di nuovo con William Harris nel 1864. Diede rifugio agli schiavi fuggitivi a Boston in almeno due occasioni.
Suo figlio Isaiah Johnson prestò servizio nella Guerra civile americana con il 55° Reggimento di Fanteria del Massachusetts, United States Colored Troops. Jane Johnson morì nel 1872 e fu sepolta a Everett, Massachusetts, a nord di Boston.

## Rapporto con il romanzo del XIX secolo
Nel 2002 fu pubblicato The Bondwoman's Narrative di Hannah Crafts, dopo essere stato verificato da Henry Louis Gates, Jr. professore di letteratura e storia afroamericana ad Harvard. Egli preparò una prefazione sul manoscritto e sui suoi sforzi per identificarne l'autore, che si riteneva fosse uno schiavo fuggito e che avesse scritto il libro a metà degli anni Cinquanta dell'Ottocento. Potrebbe trattarsi del primo romanzo scritto da una donna afroamericana. Si riferisce alla fuga della Johnson da John Hill Wheeler a Filadelfia.
Venendo a sapere che in seguito Jane Johnson viveva a Boston, Katherine E. Flynn iniziò a fare ricerche sulla vita della Johnson, documentando il periodo trascorso dopo Filadelfia. Ritenendo che la Johnson potesse aver scritto il romanzo, pubblicò "Jane Johnson ritrovata! Ma è lei Hannah Crafts? La ricerca dell'autrice del romanzo Il racconto della schiava", nel National Genealogical Society Quarterly, settembre 2002.
Nel settembre 2013, Gregg Hecimovich, professore alla Winthrop University, pubblicò la sua ricerca che identificava Hannah Bond con Hannah Crafts; era una schiava della piantagione di Wheeler nella Carolina del Nord, fuggita intorno al 1857. Alla fine si stabilì nel New Jersey.

## Rappresentazione nella cultura popolare
- La vita e la fuga della Johnson hanno ispirato a Lorene Cary il romanzo The Price of a Child (1995). È stato scelto nel programma One Book, One Philadelphia.[7]
- Jane Johnson e William Still sono protagonisti del musical Stand by the River (2003), che racconta la vita di Still e il salvataggio della Johnson dalla schiavitù a Filadelfia.
- Una versione romanzata della fuga di Jane Johnson è rappresentata da Ta-Nehisi Coates[10] nel romanzo The Water Dancer (2019), in cui la Johnson è rappresentata dal personaggio di Mary Bronson.